# Arctia obliterata
Arctia obliterata är en fjärilsart som beskrevs av Smith 1953. Arctia obliterata ingår i släktet Arctia och familjen björnspinnare. Inga underarter finns listade i Catalogue of Life.